# Osso nasal
Os ossos nasais são dois pequenos ossos finos que variam significativamente de tamanho e forma conforme a origem da pessoa e sua idade. Eles estão dispostos lado a lado (geminados) na porção média e superior da face, e formam, através de sua união, "a ponte" do nariz. Cada um tem duas superfícies e quatro bordas.
Em um exame de translucência nucal, a ausência do osso nasal no feto pode indicar que o mesmo pode ter algum tipo de síndrome, sendo a mais como a Síndrome de Down.

## Articulações
Os ossos nasais articulam-se com:
- Frontal;
- Etmoidal;
- Maxilas e;
- Cartilagens nasais.

## Em outros animais
Em peixes ósseos primitivos e tetrápodes os ossos nasais são os mais anteriores de um conjunto de quatro pares de ossos que formam o teto do crânio, sendo seguido em sequência os frontais, o parietal e o pós-parietal. A sua forma em espécies vivas é muito variável, dependendo da forma da cabeça, mas geralmente formam o teto ósseo do focinho ou bico, seguindo a partir das narinas para uma posição mais curta nas órbitas. Na maioria dos animais, eles são, em geral, proporcionalmente maior do que em seres humanos ou primatas grandes, porque a face humana é mais curta, sem focinho e nosso olfato é pouco desenvolvido. Tartarugas, excepcionalmente, não têm ossos nasais, com os ossos pré-frontais fazendo todo o caminho das órbitas oculares até as narinas.

## Imagens

Vista lateral no crânio.
Osso isolado.
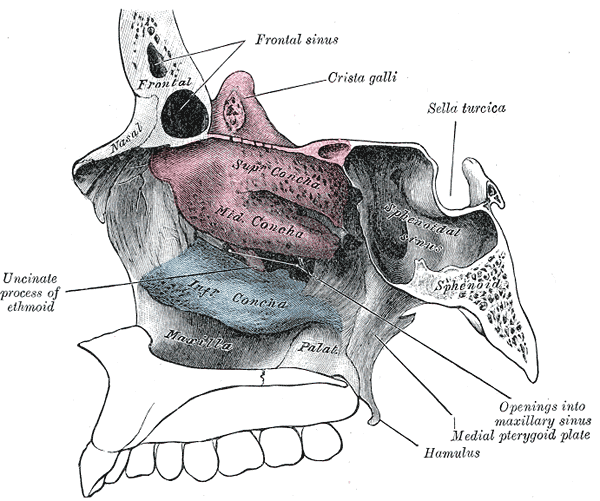
Parede lateral da cavidade nasal, mostrando relação com o etmoide.
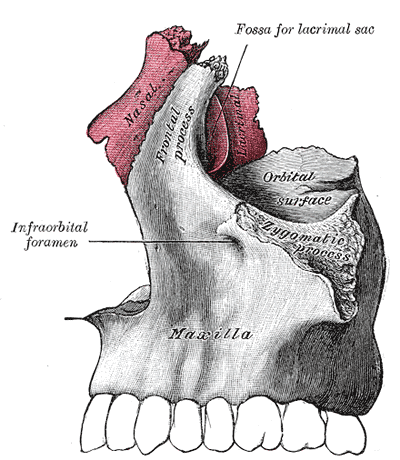
Articulação dos ossos nasais e lacrimais com os maxilares.
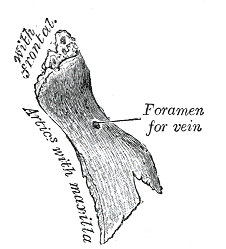
Osso nasal direito. Superfície exterior.
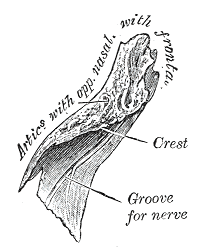
Osso nasal direito. Superfície interna.
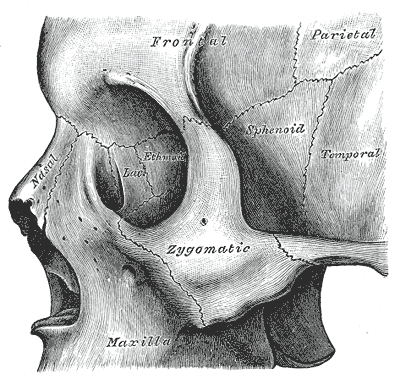
Vista lateral do crânio.
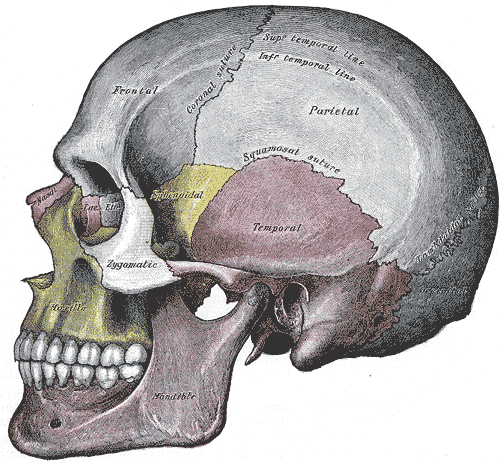
Vista lateral do crânio.
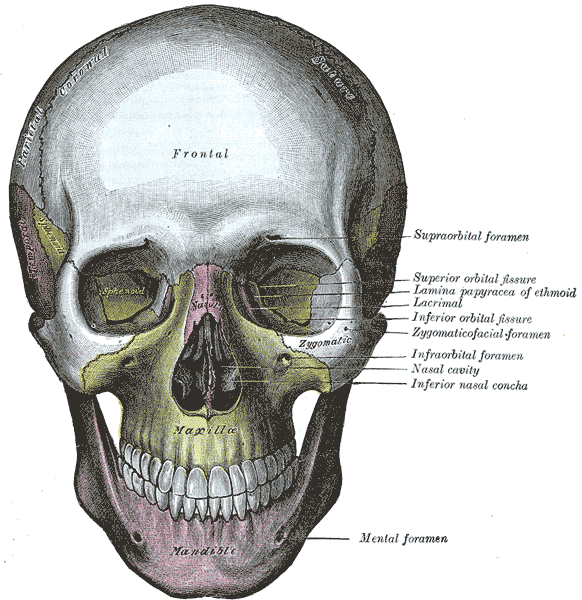
Vista frontal do crânio.
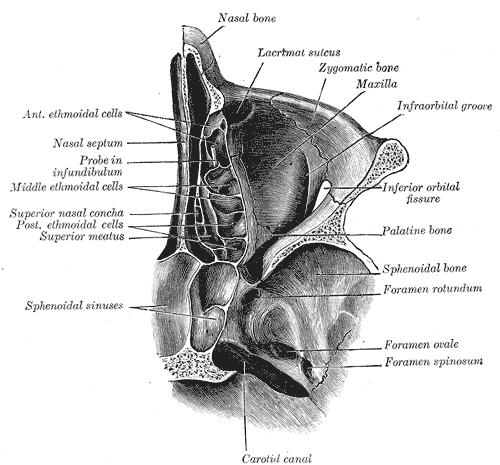
Secção horizontal das cavidades nasais e orbital
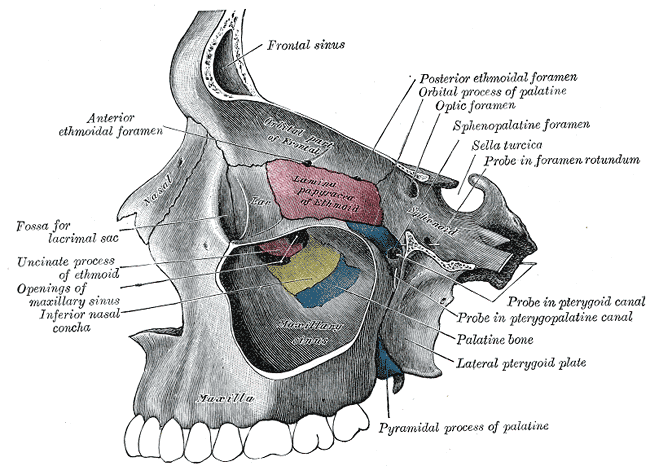
Parede medial da órbita esquerda.
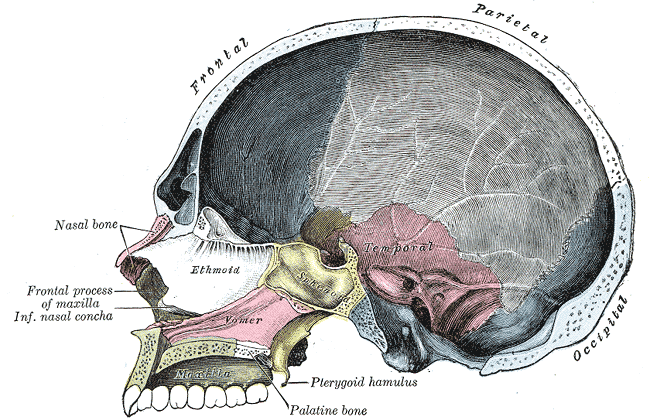
Corte sagital do crânio.
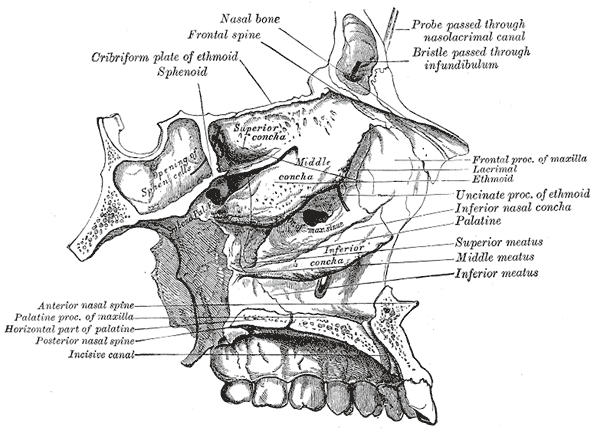
Teto, piso e parede lateral da cavidade nasal esquerda.
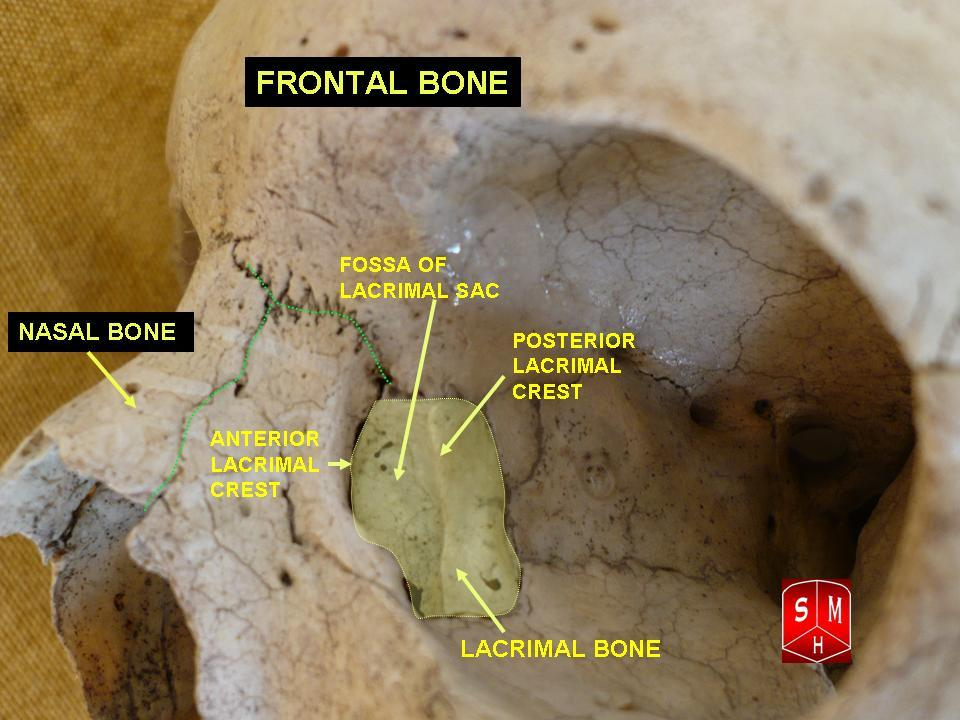
Lacrimal e nasal
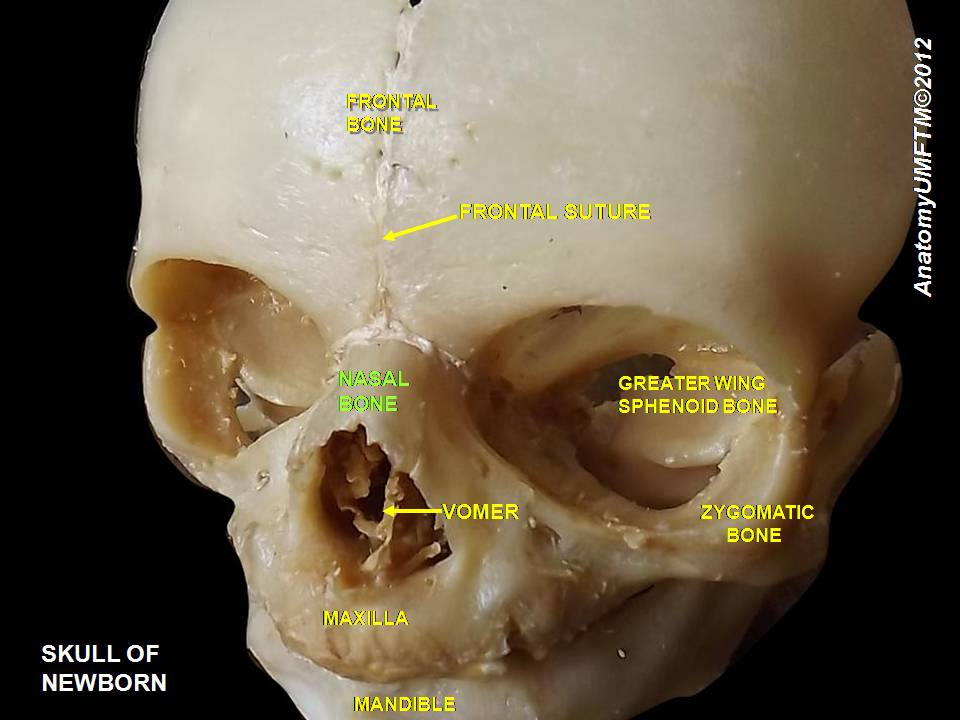